# Isole della Compagnia Reale

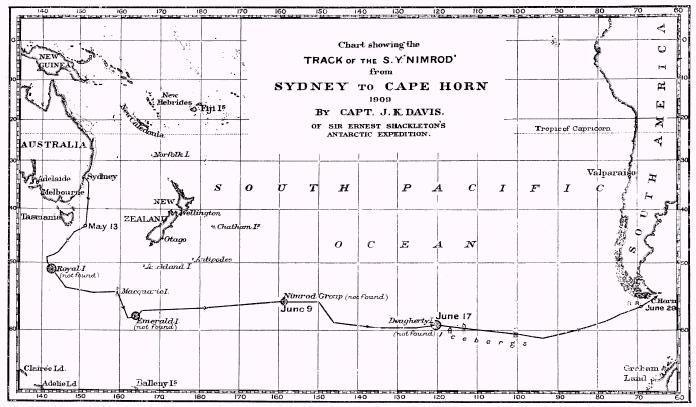
Il viaggio della Nimrod, capitanata da John King Davis, alla ricerca di isole perdute nel sud del Pacifico.

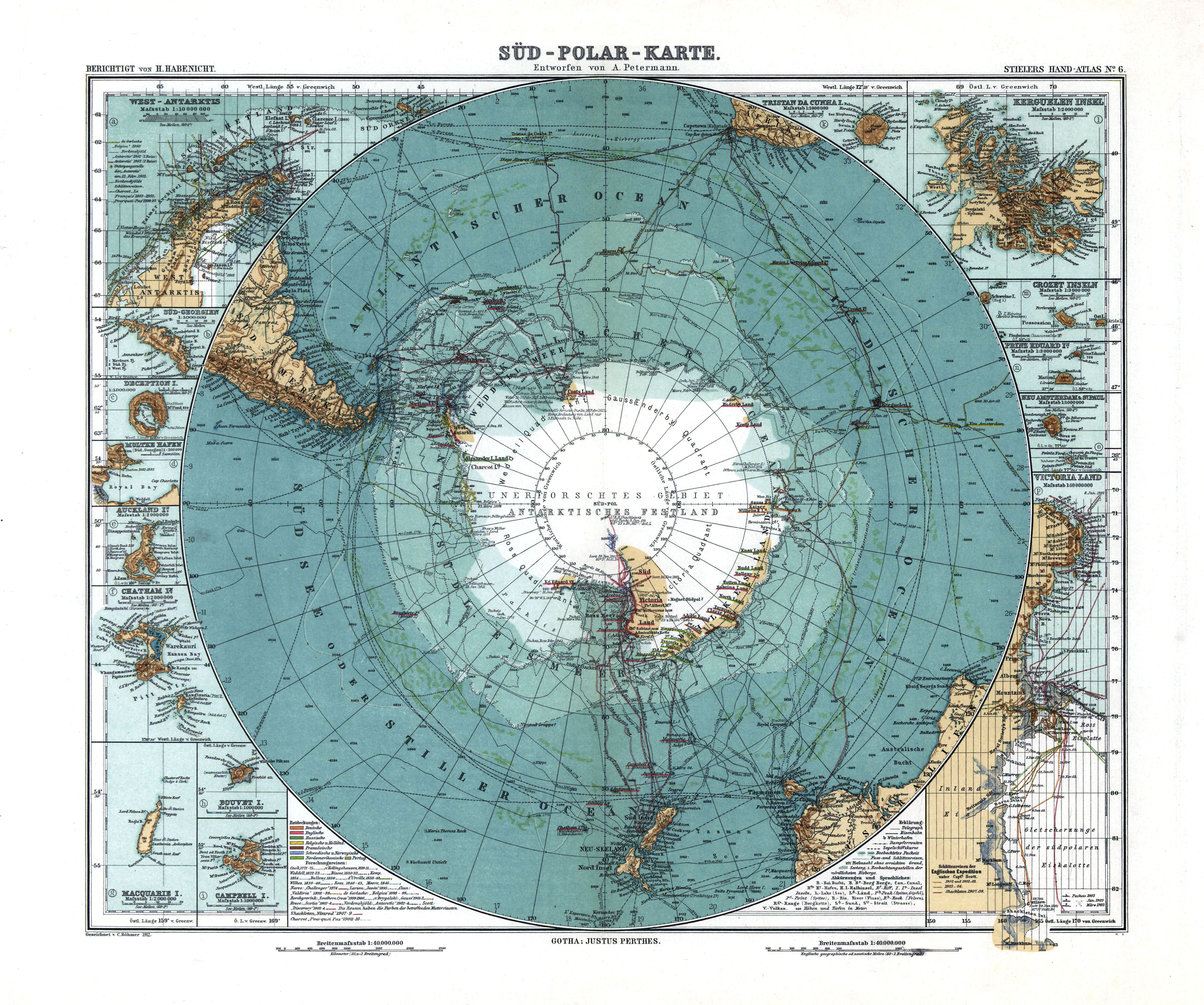
Mappa tedesca del 1912 con le isole della Compagnia Reale a sud-ovest della Tasmania.

Le isole della Compagnia Reale sono un gruppo di isole fantasma che alcuni esploratori del passato affermavano di aver trovato a sud-ovest della Tasmania. Sappiamo che nel 1840 erano già conosciute, ma non sappiamo chi sia stato il primo a «scoprirle». Molte mappe del passato le riportano a 50°20′S 140°00′E o 52°20′S 143°00′E.
L'esistenza di tali isole fu smentita già nel 1840 dalla spedizione di Wilkes. Tra il 1889 e il 1902 varie navi passarono in vicinanza delle isole senza scorgere terra alcuna, e nel 1904 l'Istituto Idrografico del Regno Unito decise finalmente di rimuoverle da tutte le carte nautiche. Ulteriori ricerche effettuate dalla Nimrod nel 1909 e dalla Aurora nel 1912 non rilevarono nulla di nuovo.